# Számítógép-programozás

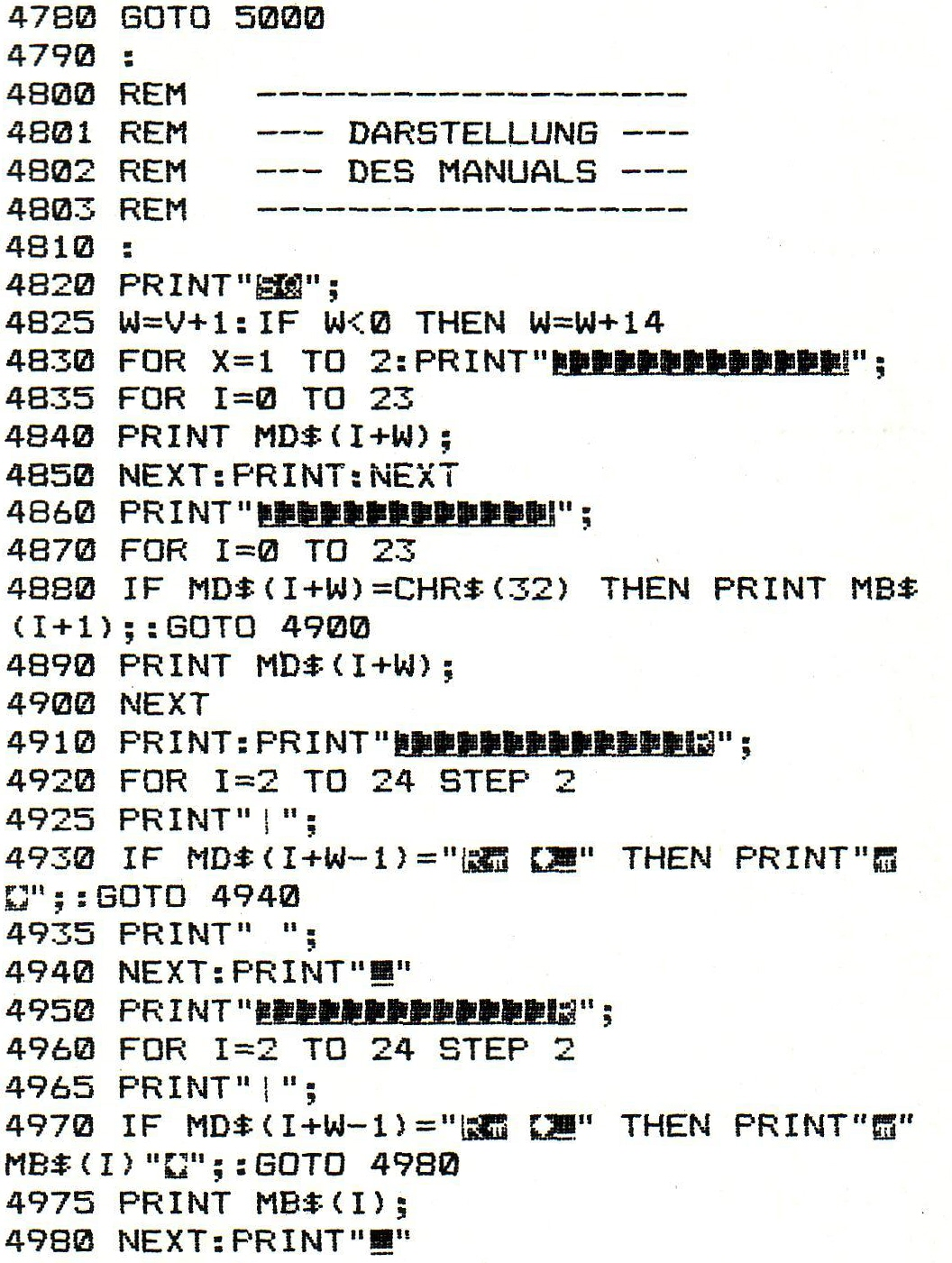
Részlet egy programból, amely a Commodore 64 mikroszámítógép saját BASIC nyelvén íródott

A számítógép-programozás (vagy egyszerűen programozás) egy vagy több absztrakt algoritmus megvalósítását jelenti egy bizonyos programozási nyelven. A programozásban megtaláljuk a művészet, a tudomány, a matematika és a mérnöki tudomány elemeit.
A rendszerfejlesztés a programozást (az implementációt) a szoftverfejlesztés egyik lépéseként kezeli. A rendszerfejlesztés eszköztárát a feladat nagyságától, illetve céljától függően használják fel a programozás során: a szabványos modellező és rendszerfejlesztési módszertanok, projektmenedzsment, gyors alkalmazásfejlesztés, programverifikáció stb.

## Története

### Neumann-elvek, a tárolt programú számítógép
- Neumann János: A számológép és az agy, 1945

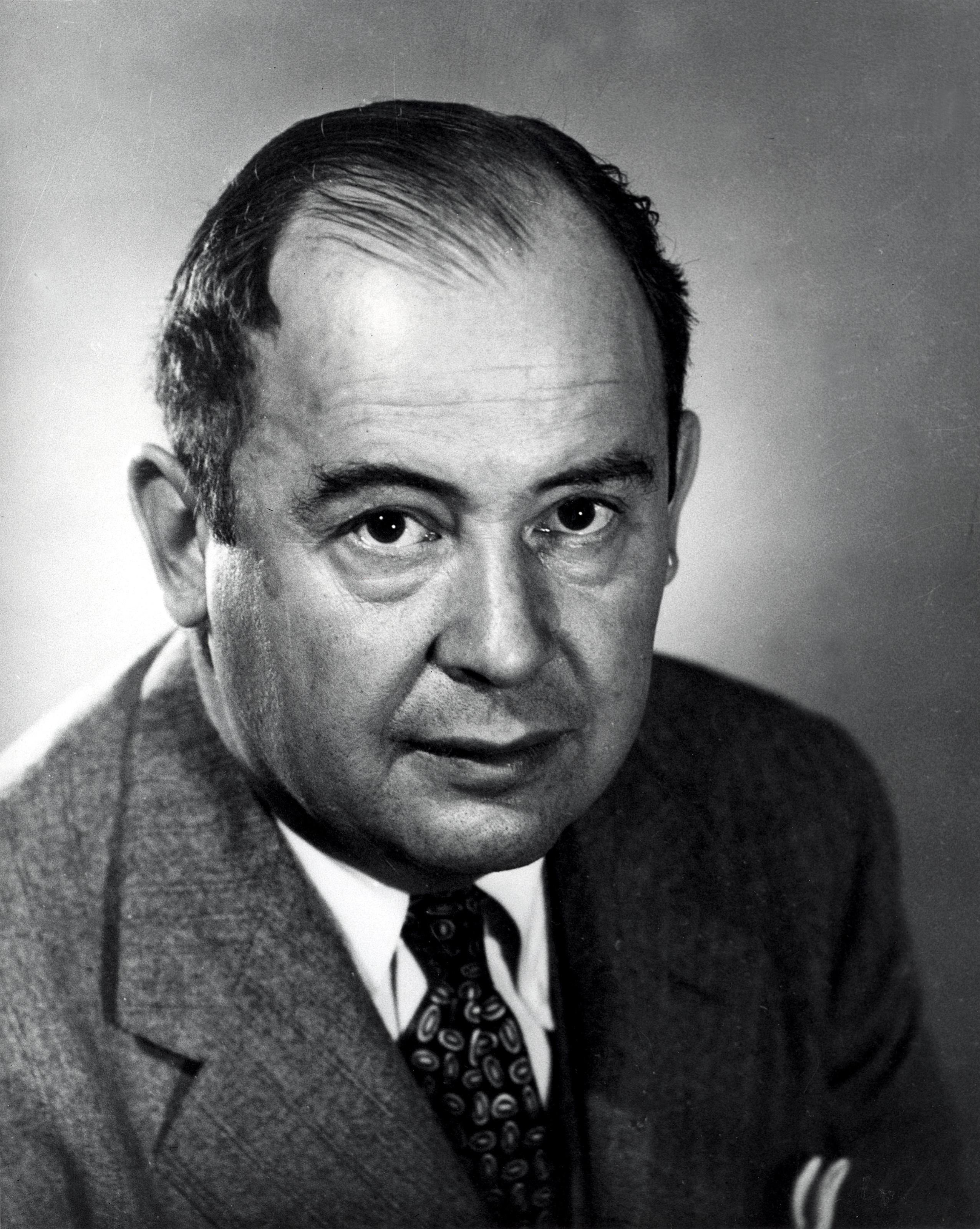
Neumann János a mai modern Neumann-elvű számítógépek építéséhez 1946-ban dolgozta ki az alapelveket

1. Teljesen elektronikus működés (ez Neumann idejében elektroncsöves felépítést jelentett, amit később a tranzisztoros, majd az integrált áramkörös felépítés követett)
2. Kettes számrendszer használata (az összes művelet, pl. összeadás, szorzás, kettes számrendszerbeli logikai műveletekre redukálható)
3. Belső memória használata
4. Tárolt program elve. A számításokhoz szükséges adatokat és programutasításokat a gép azonos módon, egyaránt a belső memóriában (operatív tár) tárolja.[2]
5. Soros utasításvégrehajtás (az utasítások végrehajtása időben egymás után történjen; ennek egy alternatívája a párhuzamos utasításvégrehajtás, amikor több utasítás egyidejűleg is végrehajtható: ezt a lehetőséget Neumann elvetette)
6. Univerzális felhasználhatóság, Turing-gép (programozhatóság; a különböző feladatok programokkal legyenek megoldva, nem pedig erre a célra épített hardverrel)
7. Szerkezet: öt funkcionális egység (aritmetikai egység, központi vezérlőegység, memóriák, bemeneti és kimeneti egységek)[3]

### Programrendszerek és nagyméretű adatbázisok tervezésének és fejlesztésének elvei
A számítógép-programozás mai tudománya az 1980-as évektől kezdett kialakulni, amikor már komplett programrendszerekre volt szükség, amelyek nagyméretű adatbázisokat használtak.

## Szabványos programtervezési, algoritmusleíró eszközök, módszertanok

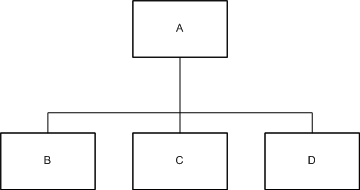
Jackson-diagram – Lineáris szerkezet (szekvencia), az utasításokat balról jobbra haladva kell végrehajtani

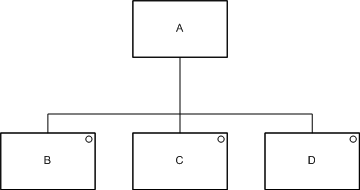
Jackson-diagram – Elágazás (szelekció), jobb felső sarkában kis karikával (o) jelölt téglalap

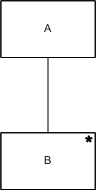
Jackson-diagram – Ismétlés (iteráció, ciklus), amíg a feltétel teljesül, a jobb felső sarkában csillaggal (*) jelölt téglalap

A különféle programtervező, algoritmusleíró és vezérlő szerkezetek a programozási feladat műveletekre bontását, és az elemi műveletek végrehajtási sorrendjét írják le.
A módszertanok mindegyike abból indul ki, hogy egy program algoritmusa háromféle típusú vezérlési szerkezet segítségével írható le:
- Szekvencia: a sorban egymást követő elemi utasítások végrehajtása
- Szelekció: feltétel(ek)től függő tevékenység(ek) végrehajtása, több irányban folytatva az előrehaladást
- Iteráció: ismétlési szerkezet, elemi utasítások ciklikus végrehajtása feltétel alapján

Az idők során különféle módszertanok és grafikus – a program algoritmusának vizuális leírására alkalmas – tervezési eszközök jöttek létre:
- Folyamatábra (Control flow graph)
- Struktogram (Chapin-chart)
- Jackson-diagram (JSP diagram)

## Szoftverfejlesztés
A szoftver egy gyűjtőnév a számítógépes programokra és adatokra. A dokumentáció is a szoftver szerves részét képezi, bár ez nincs benne a programban.
A szoftvertervezés részei:
1. A megoldandó probléma meghatározása, felmérése a majdani felhasználók igényei alapján, specifikáció készítése
2. Valamely programtervezési módszerrel a programszerkezet megalkotása és a használandó eszközök kiválasztása. (Hardver platform, nyelvek, adatok stb…)
3. Forrásprogram elkészítése (kódolás)
4. A kész program tesztelése
5. Dokumentáció készítése, mely tartalmazza a szoftvertervezés fázisaiban keletkezett adatokat (felhasználói leírás, igényfelmérés, programtervek, algoritmusok, forráskód, tesztelési jegyzőkönyvek stb.), fő célja a szoftver későbbi fejlesztésének elősegítése.

A fenti pontok a program elkészültéig ismétlődnek. A „megoldandó probléma” és a „platform” a nehezebb döntések közé tartozik, mert ezeken a későbbiek során nehéz változtatni. A program kódolása, a tesztelés és a dokumentáció írása (jó esetben) egymást felváltva, a program elkészültéig zajlik.
A nagyobb rendszerfejlesztési projektek sikerét nagyban megnöveli
a szabványos rendszerfejlesztési módszertanok (például SSADM) és a 
gyors alkalmazásfejlesztés használata.